# ميخائيل مورتون (لاعب كرة قدم أمريكية)
ميخائيل مورتون (بالإنجليزية: Michael Morton)‏ هو لاعب كرة قدم أمريكية أمريكي، ولد في 6 فبراير 1960 في برمنغهام في الولايات المتحدة.

## وصلات خارجية
- ميخائيل مورتون على موقع مرجع كرة القدم المحترفة.كوم (الإنجليزية)